# Самарское (Петропавловский район)
Сама́рское (укр. Самарське) — село,
Самарский сельский совет,
Петропавловский район,
Днепропетровская область,
Украина.
Код КОАТУУ — 1223884801. Население по переписи 2001 года составляло 1094 человека.
Является административным центром Самарского сельского совета, в который, кроме того, входят сёла
Васюковка и
Луговое.

## Географическое положение
Село Самарское находится на правом берегу реки Бык в месте впадения в неё реки Сухой Бычок,
на противоположном берегу — пгт Петропавловка.
Через село проходит автомобильная дорога Т-0424.

## История
- В селе Самарское открыты поселение и курганный могильник эпохи поздней бронзы.
- Основано в 1777 году как село Ивановка.
- В 1963 году переименовано в село Самарское.

## Объекты социальной сферы
- Школа.
- Детский сад.
- Фельдшерско-акушерский пункт.

## Достопримечательности
- Братская могила советских воинов.